# Ptinomorphus imperialis
Ptinomorphus imperialis is een keversoort uit de familie van de klopkevers (Anobiidae). De wetenschappelijke naam is gepubliceerd in 1767 door Linnaeus.